# Ордерная аркада

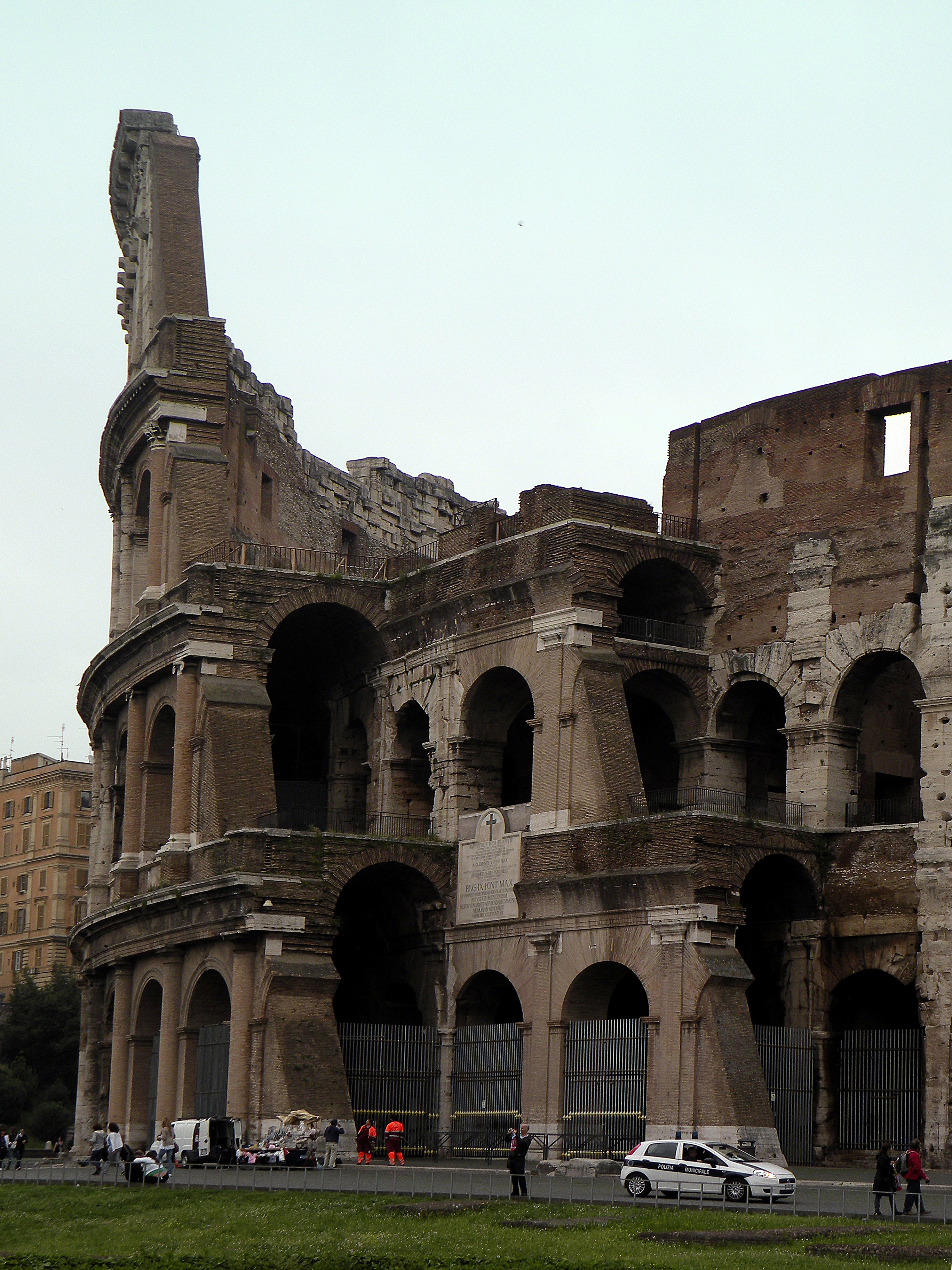
Колизей в Риме. 72—80. Руины внешнего и внутреннего кольца

О́рдерная арка́да — аркада, покоящаяся на пилонах, расстояние между которыми соотносится с пролётами наложенной на неё ордерной колоннады, при этом фасадные поверхности пилонов выступают фоном для ордерных колонн, а на арки опирается ордерный антаблемент, выступающий венчающим элементом композиции. В ордерной аркаде колонны являются либо приставными, либо связанными; иногда их заменяют пилястры.

## Аркады в архитектуре Древнего Рима
Римская архитектура начала формироваться после завоевания Греции, в конце периода Республики, и приобрела ярко выраженные самостоятельные черты в начале периода Империи. Ордерные системы, воспринятые римскими строителями от своих предшественников, были переосмыслены и переработаны в соответствии с особенностями римской культуры. В республиканский период эволюция ордеров имела одну общую черту: отдельные части ордера постепенно утрачивали первоначальный конструктивный смысл элементов стоечно-балочной системы. Венчавшая в Древней Греции карниз сима перестала выполнять функцию жёлоба, а фриз стали вытёсывать из одних и тех же блоков, что и архитрав. Привычным средством расчленения стены стали полуколонны и пилястры. Древние греки использовали арку и свод в исключительных случаях, предпочитая горизонтальные архитравные перекрытия, поскольку арка и свод создают боковой распор и возникают трудности, которые приходилось преодолевать толщиной стен и системой промежуточных опор.
Римские варианты ордеров были разработаны к концу I века до н. э., тогда же в римской архитектуре появились свои, оригинальные композиционные приёмы и формы: ордерная аркада и аркада, опирающаяся на колонны. Второй вариант римские строители применяли реже, в исключительных случаях, поскольку осознавали непрочность такой конструкции.
Древнеримские строители испытывали затруднение, связанное с боковым распором, «но не разрешили его, а обошли, применив ячейку, то есть освободив колонну от нагрузки и перенеся тяжесть перекрытия на массив стены здания. Решение проблемы бокового распора было найдено только в эпоху готики (XII—XIII вв.) и позднее, в иных формах, в архитектуре итальянского Возрождения XV в., в которой появились лёгкие изящные аркады, конструктивно связанные с такими же изящными колоннами».
На основе ордерных аркад возникла «римская арочно-аркадная ячейка» — объёмно-пространственный элемент, применявшийся в архитектуре Древнего Рима для создания крупных общественных сооружений, отличавшийся универсальностью. В классической древнеримской ордерной аркаде арки опираются непосредственно на столбы или пилоны, а полуколонны или пилястры с «отрезками антаблемента» приставляли к стене для украшения. «В монументальном зодчестве Древнего Рима ведущую роль играла стена, а с нею арка и свод. Ордер же применялся либо обособленно в портиках рынков, форумов, вилл и отдельных сооружений, либо в более тесной связи с основным элементом архитектуры — стеной, как это имеет место в многочисленных триумфальных арках, нимфеях, термах, скенах театров. В этих случаях ордер, наложенный на стену (в виде полуколонн или пилястр) или приставленный к ней, не работал конструктивно», хотя эту главную особенность не следует трактовать «слишком однозначно».
Древнеримская традиция даёт начало тенденции разлада между внутренней конструкцией и оформлением внешнего вида здания. Тектоника приобретает не конструктивный, а зрительный характер. Так в архитектуре средневековья ордер «изображали» на поверхности стены в рельефе аркатурно-колончатых поясов, либо «накладывали» на стену, не затрагивая по существу её структуры, но придавали стене «как бы двухслойный характер», что не могло не отражаться на образном строе сооружения. Спустя столетия в результате этого процесса архитектура классицизма в значительной степени оказалась «фасадной».
Впервые римляне применили ячейку в здании римского Табулария (79—78 гг. до н. э.) на Капитолийском холме. По сторонам двухъярусных арочных галерей были поставлены полуколонны дорического ордера. Применение однотипных ячеек, обладавших повышенной прочностью с опорой арок на массивные пилоны, давало возможность строить здания значительного размера со сложной функциональной схемой и удобной планировкой. Такие «архитектурные ячейки» применяли при постройке больших сооружений: цирков и амфитеатров, например Театра Марцелла (13—11 гг. до н. э) и Колизея (75—80) в Риме.
Римляне, усложняя архитектурную композицию применением «римских архитектурных ячеек» (многоярусных аркад с полуколоннами декоративного характера), сделали возможным использование в таких композициях элементов разных ордеров: «Колонна становится не ответственно-конструктивной, а декоративной формою, украшая собой массивы стен больших общественных сооружений».
Применение разнообразных аркад при возведении больших сооружений привело к изобретению ещё одного классического композиционного приёма — ордерной суперпозиции (лат. super ponere — ставить наверх). Нижний ярус аркад обычно оформляется колоннами дорического ордера, следующий, более лёгкого — ионического, а самый верхний имеет колонны или пилястры лёгкого и пышного коринфского или композитного ордера.
На фасаде колоссального Театра Марцелла в Риме помещены два ордера: в первом этаже — дорический, во втором — ионический. В амфитеатре Флавиев (Колизей), здании небывалых размеров, имеющем в плане овальную форму, ордера размещены в четыре яруса. Нижний ярус украшен дорическим ордером, второй — ионическим, третий — коринфским; для четвёртого же, представляющего собой сплошную стену, римляне использовали коринфские пилястры.

## Ордерная аркада в архитектуре итальянского Возрождения
В архитектуре итальянского Возрождения «ордерный порядок» стал правилом. Нижний ярус фасадов типично итальянских палаццо (городских дворцов) оформляли с применением колонн или пилястр самых тяжёлых ордеров: тосканского или римско-дорического, следующий — римско-ионического, а затем самым лёгким и изящным коринфским или композитным. Для усиления впечатления в нижних этажах применялась рустика. Иной порядок, но не нарушающий главного принципа, следуя примеру древнеримского Септизония, продемонстрировал Донато Браманте в фасадах Палаццо Канчеллерия в Риме и дворика церкви Санта-Мария-делла-Паче.
Классикой ренессансной ордерной аркады является лоджия здания Оспедате дельи Инноченти во Флоренции — произведение тосканского архитектора Филиппо Брунеллески. Это здание оказало огромное влияние на развитие мировой архитектуры. Брунеллески использовал редкий в то время приём опоры арок непосредственно на капители колонн, чего не делали ни древние греки, ни римляне. Римские аркады по принципу «архитектурной ячейки» производят впечатление массива стены с проёмами. Ренессансная «аркада по колоннам» создаёт иной, истинно ренессансный образ свободно стоящих опор и «летящих» арок.
Ближайшие аналоги такого приёма имеются в арабской и испано-мавританской архитектуре. Л. Б. Альберти в трактате «Десять книг о зодчестве» (1444—1452) писал, что древние римляне знали приём опоры арок на капители колонн, но не пользовались им ввиду непрочности такой конструкции. В произведениях Брунеллески и его последователей также несущим элементом остаётся стена, а «аркада по колоннам» используется только для лоджий, происходящих от сельских навесов на столбах, где нагрузка на опоры сравнительно невелика.
Благодаря Брунеллески, как сообразно терминологии своего времени писал Огюст Шуази, было принято «решение византийское, а не классическое». Именно в Италии периода кватроченто «встретились греческая колонна и арабская арка, произведя на свет образ лёгкой, воздушной, пружинящей ордерной аркады. Освободившись от стены, колонна стала стоять свободно. Эта прекрасная идея, отражающая дух эпохи Возрождения, положена в основу многих композиций и в дальнейшем стала узнаваемым почерком работы итальянских архитекторов, в том числе за пределами своей страны».
В дальнейшем ордерные аркады стали широко применять для оформления галерей внутренних дворов — клуатров, кьостро, перистилей. Такой приём стал «визитной карточкой» итальянских архитекторов и их последователей, в том числе а странах «севернее Альп».

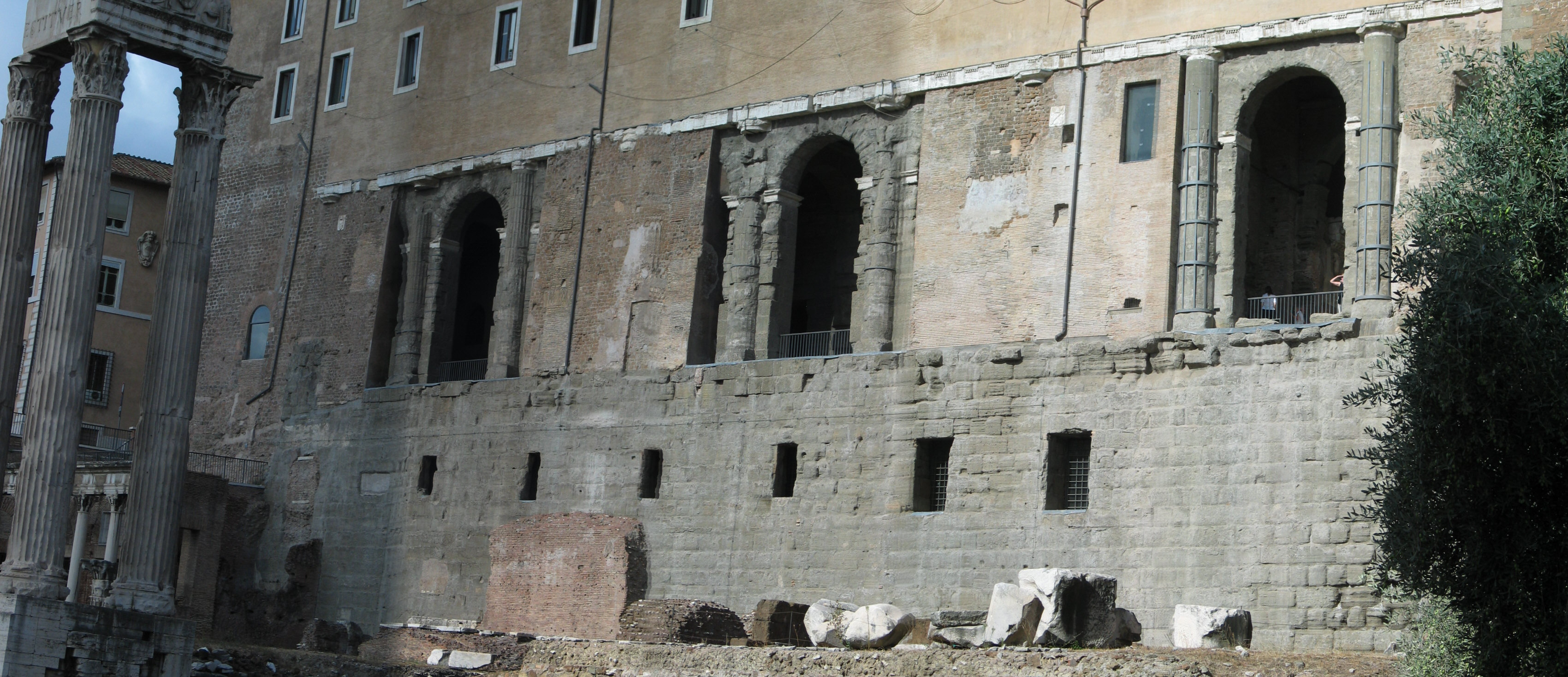
Табуларий (цокольная часть восточного фасада Дворца сенаторов). 79—78 гг. до н. э. Рим
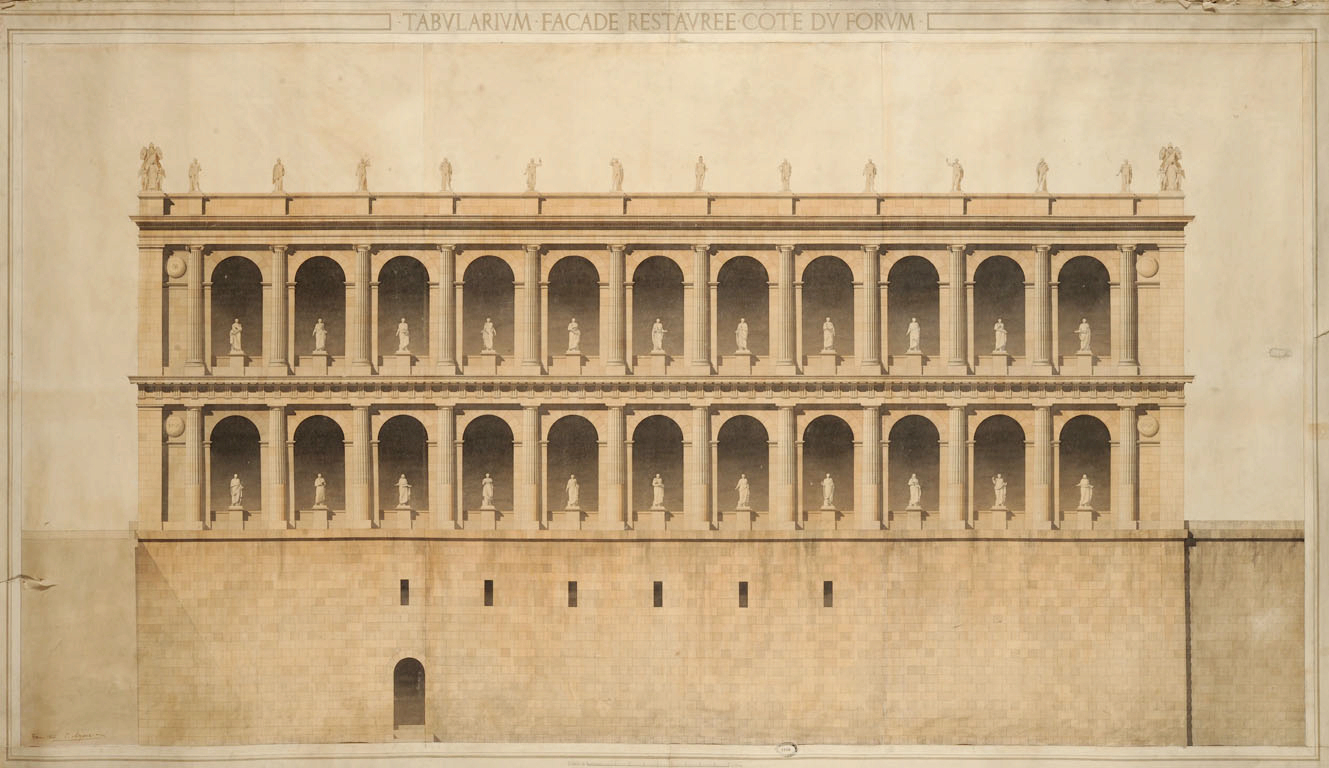
Использование ордерных аркад в архитектуре Табулария. Реконструкция
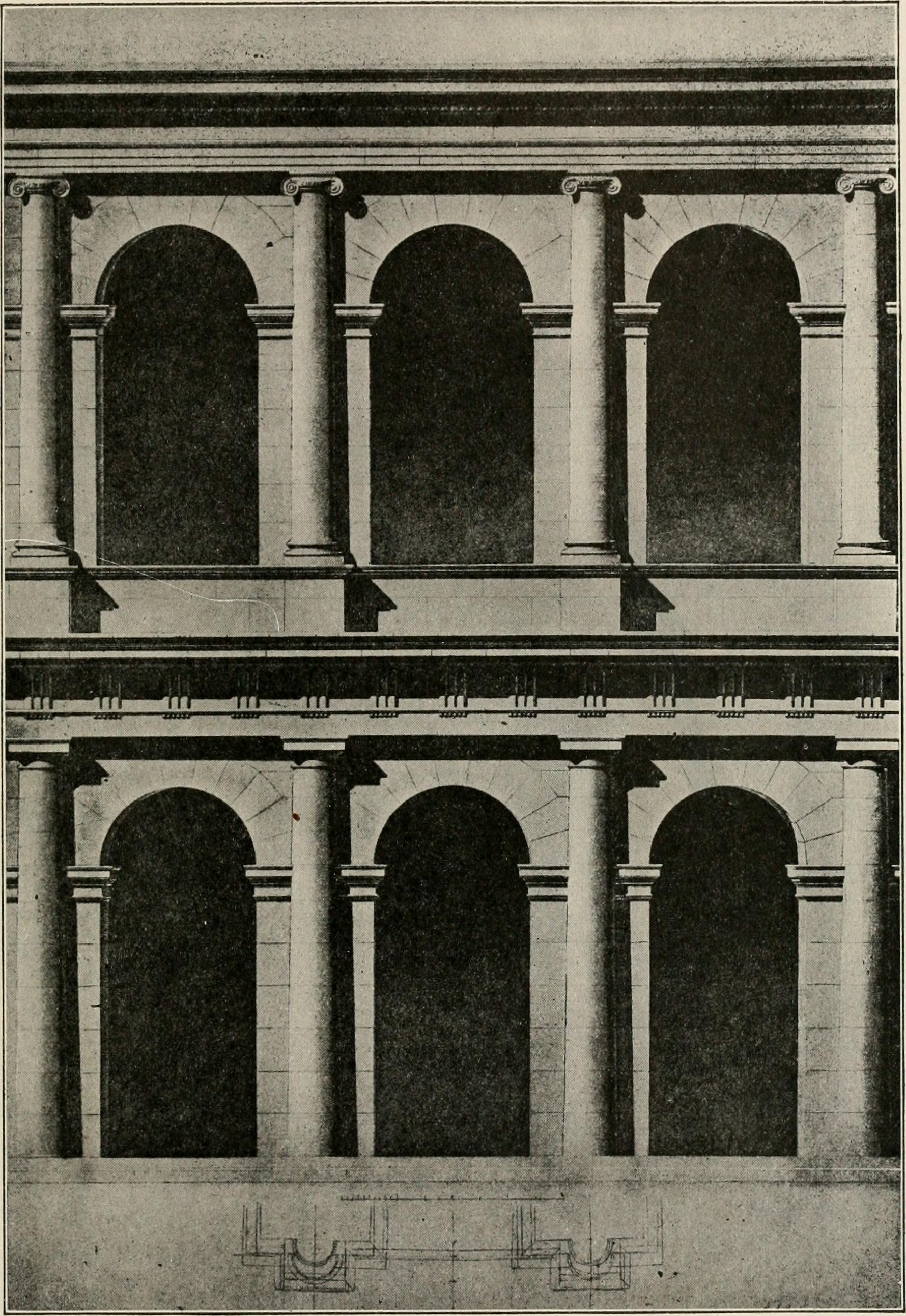
Ордерные аркады Театра Марцелла. 13—11 гг. до н. э. Реконструкция
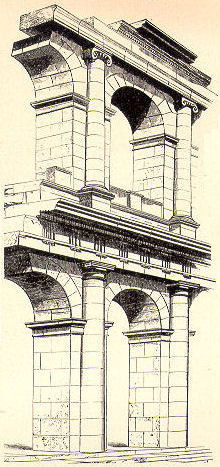
Аркады Театра Марцелла. Конструктивная схема
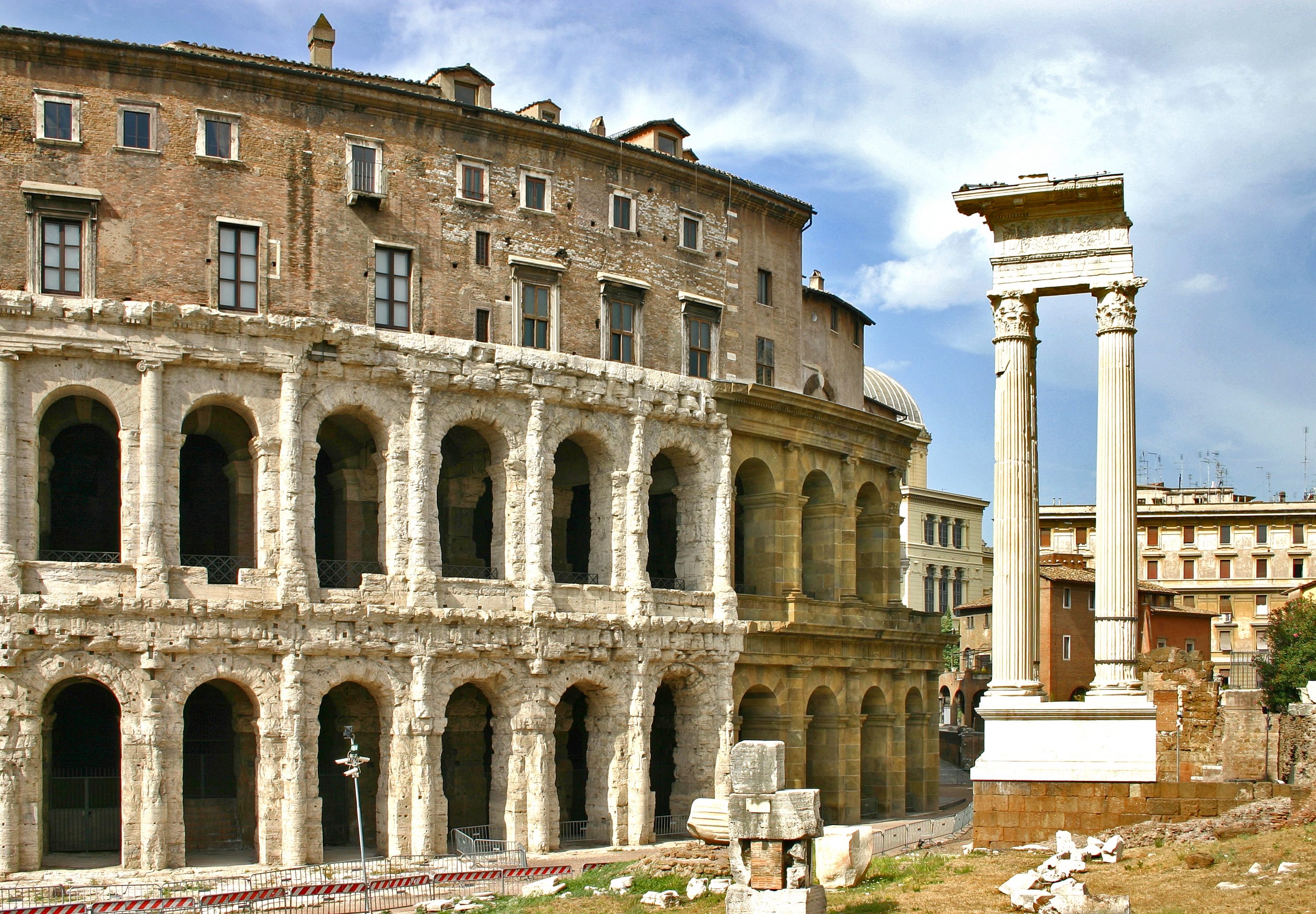
Ордерные аркады. Руины театра Марцелла
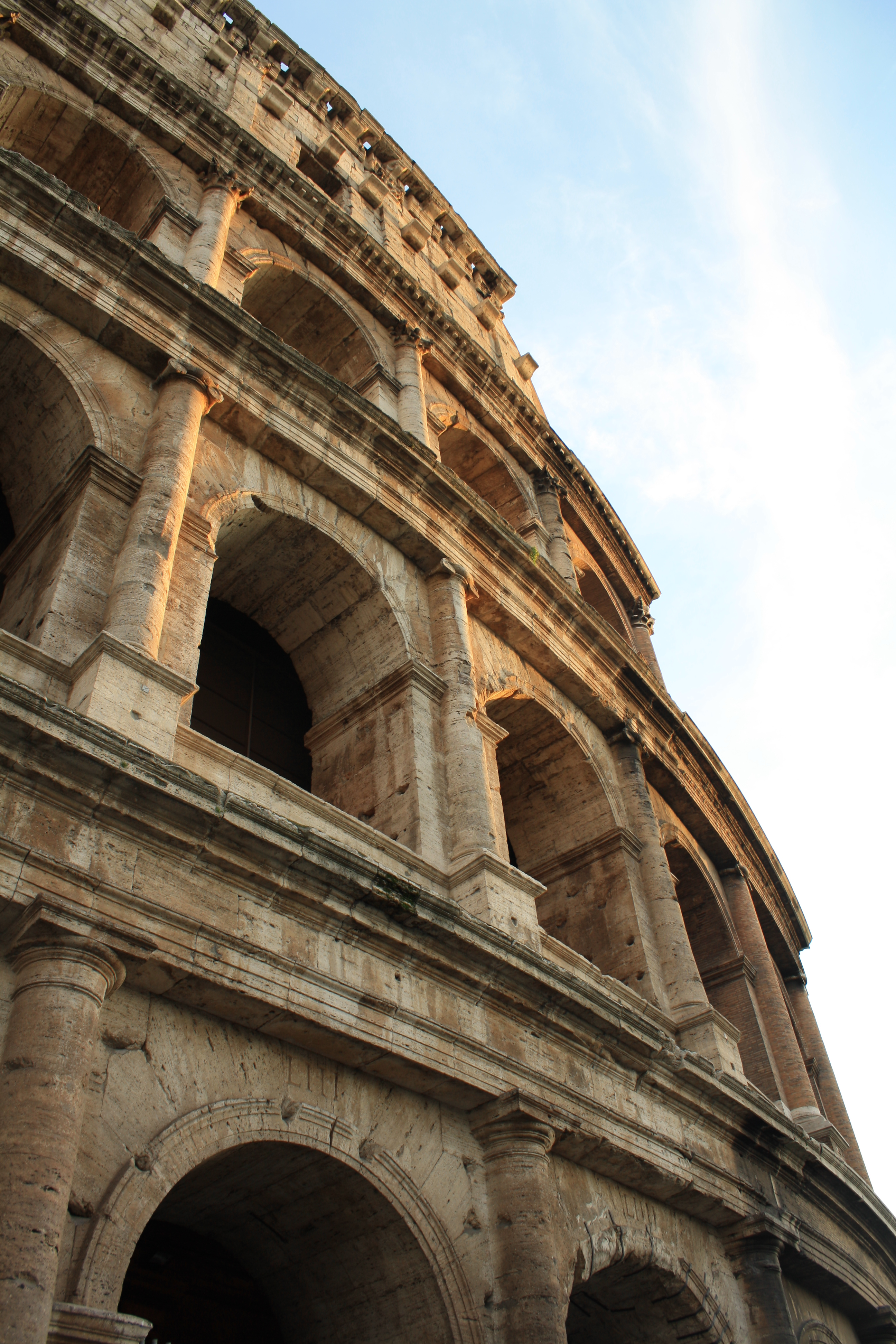
Суперпозиция ордерных аркад Колизея. 72—80 гг. н. э.
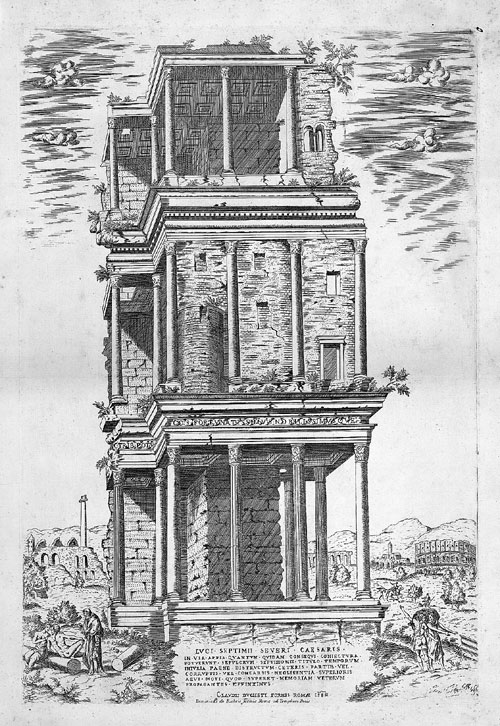
Септизоний (нимфей) в Риме. 203 г. н. э. Гравюра 1582 года
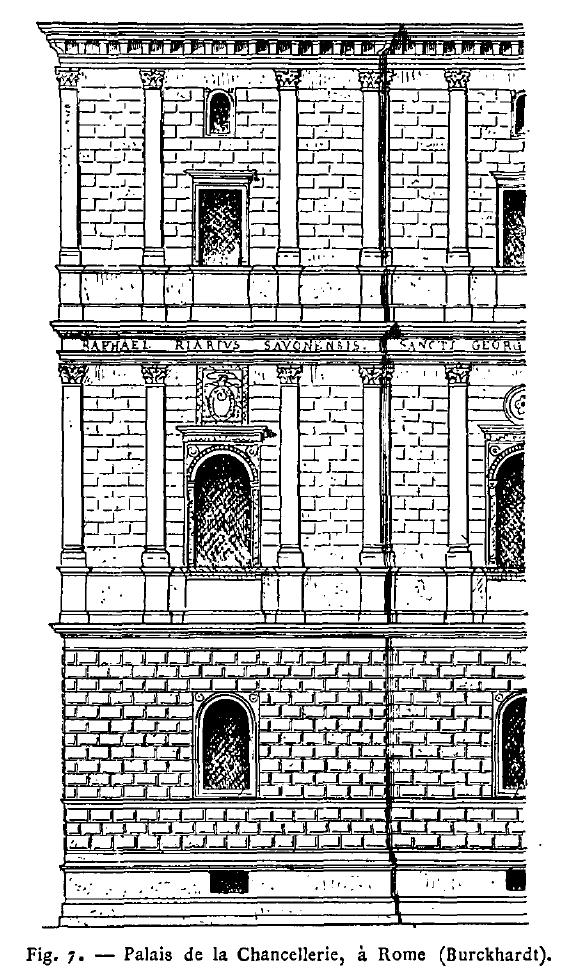
Палаццо Канчеллерия в Риме. Деталь фасада. 1513. Архитектор Д. Браманте. Обмерный чертёж
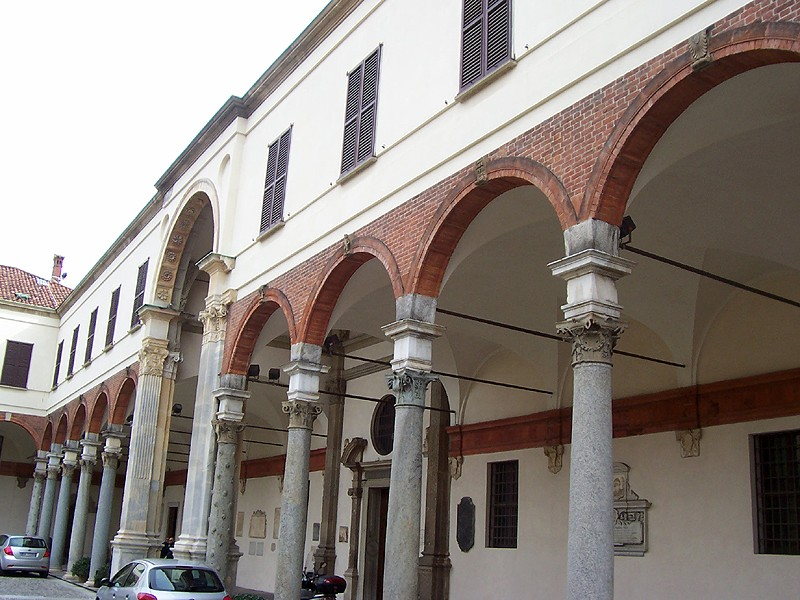
«Аркада Браманте». 1480-е гг. Церковь Сант-Амброджо, Милан
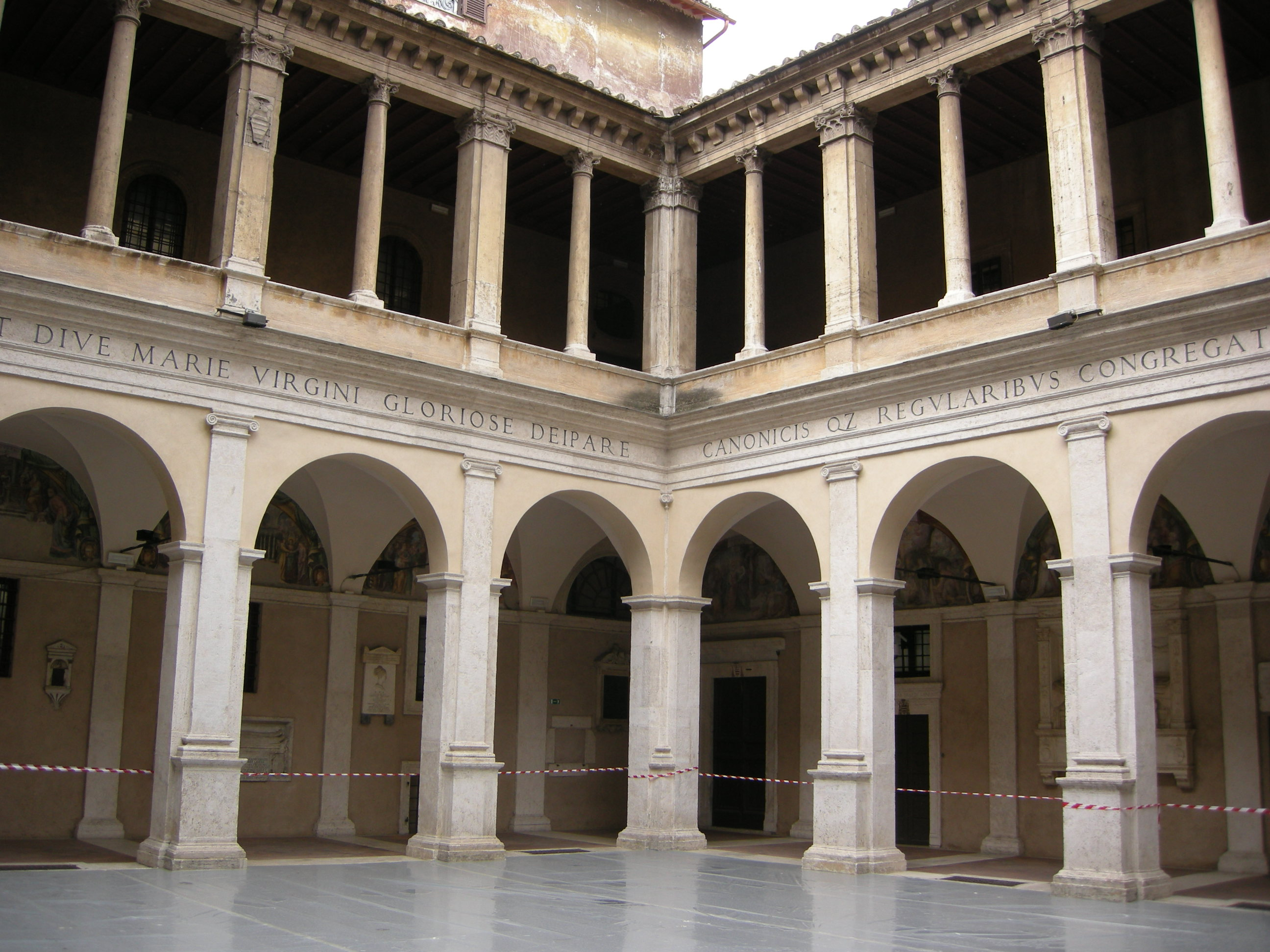
Кьостро церкви Санта-Мария-делла-Паче в Риме. Архитектор Д. Браманте. 1504
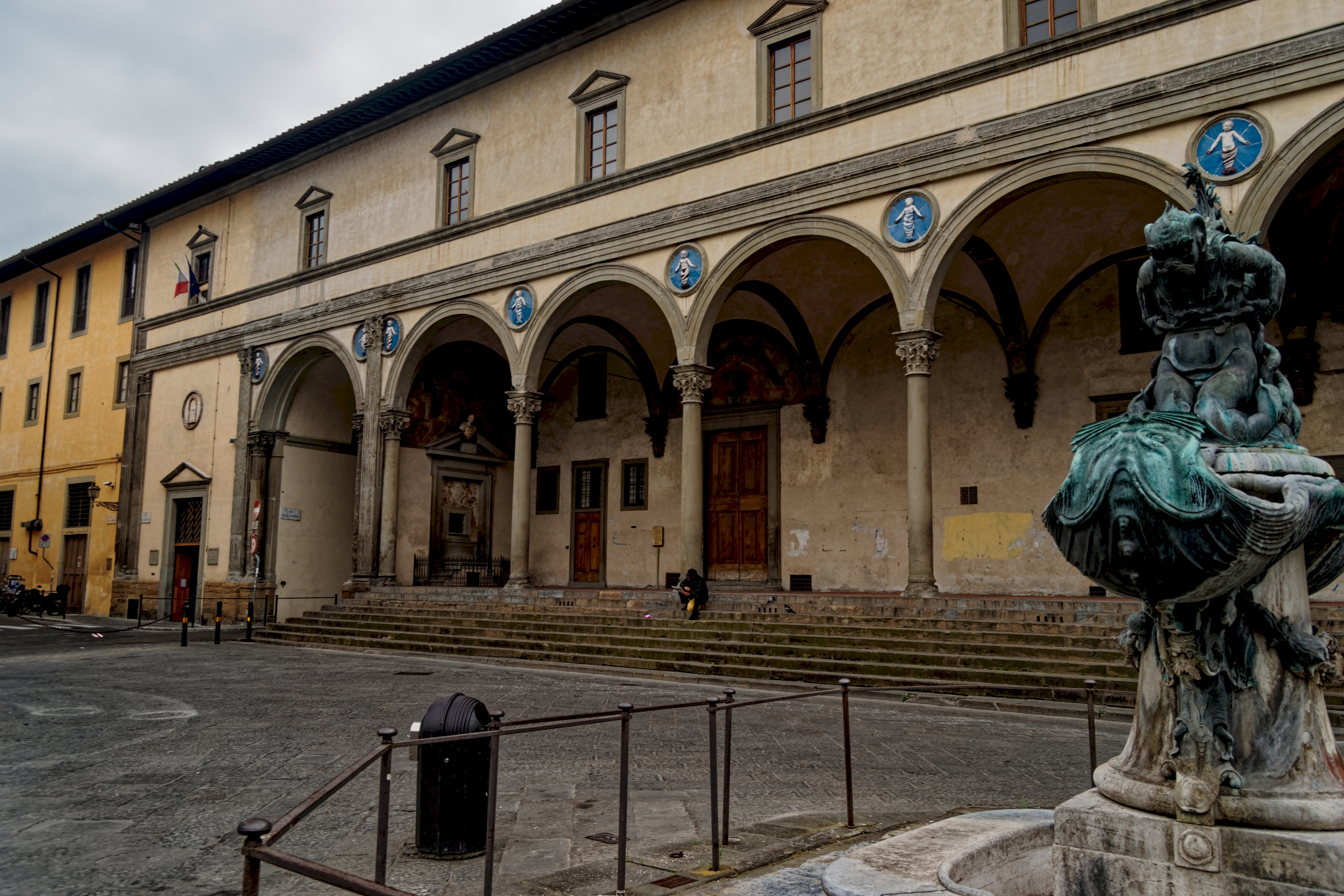
Площадь Сантиссима Аннунциата, Флоренция. Лоджия Оспедале дельи Инноченти. 1445. Архитектор Филиппо Брунеллески
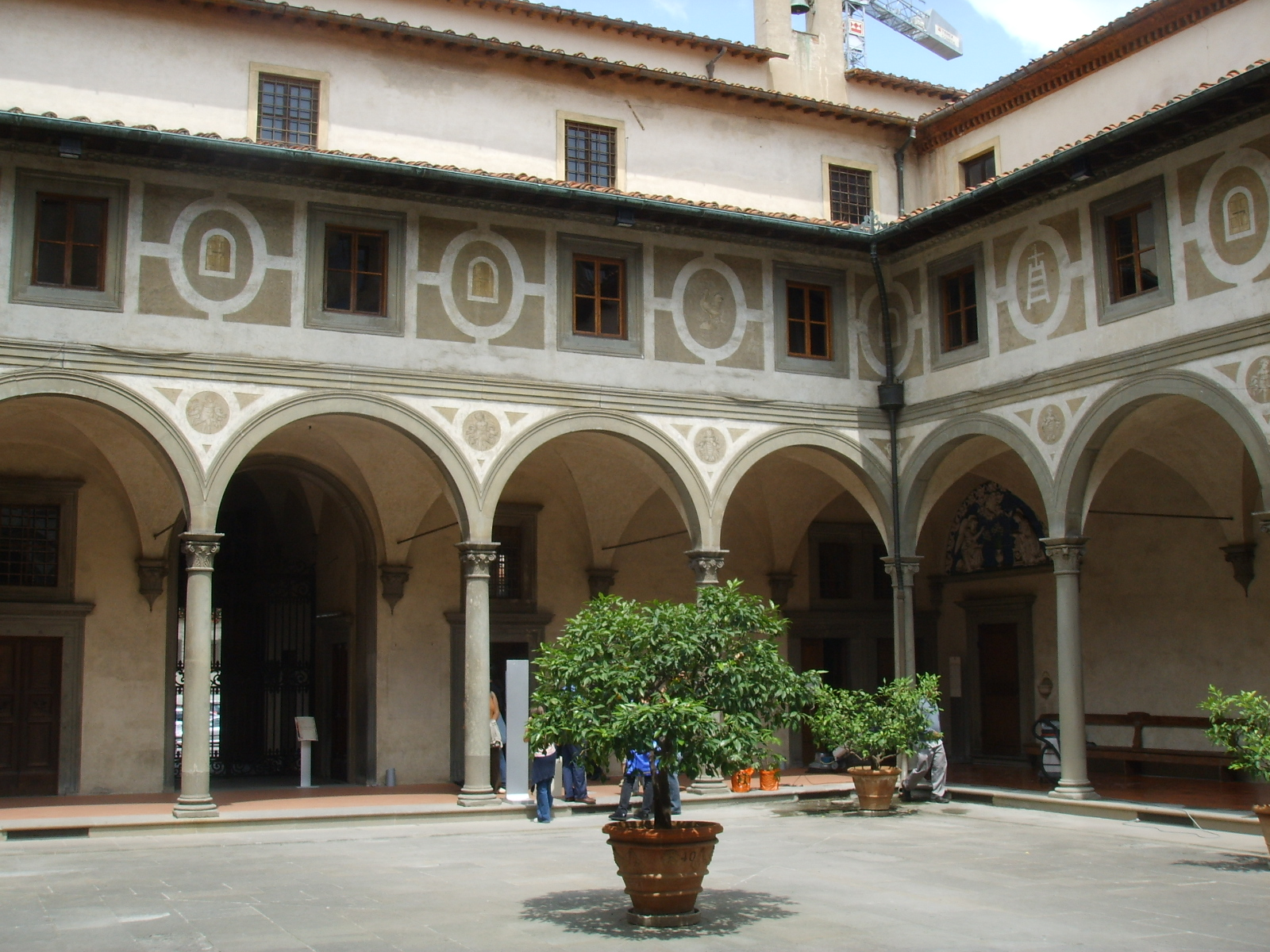
«Мужской двор»  Оспедале дельи Инноченти
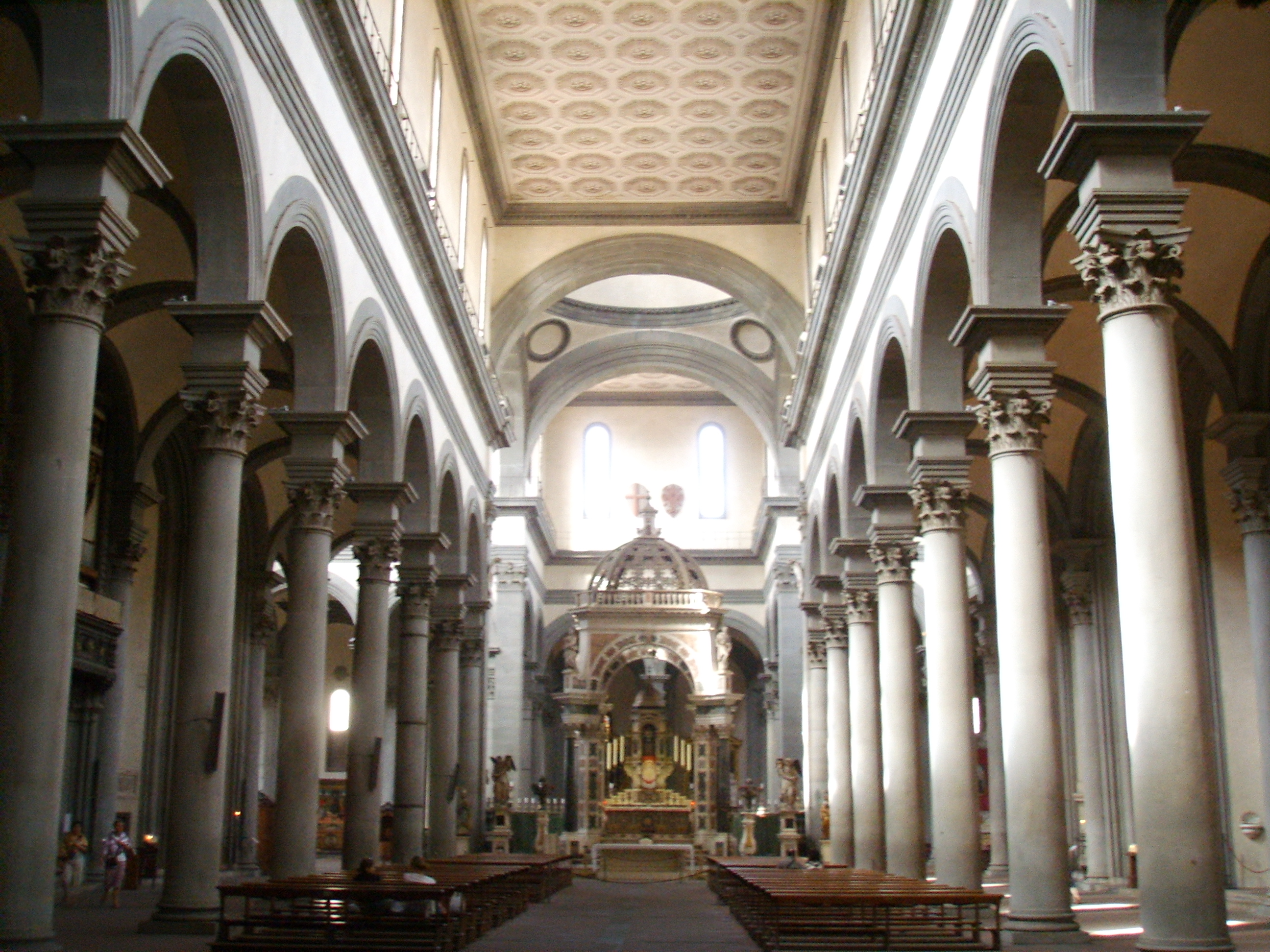
Интерьер церкви Санто-Спирито. 1444—1446. Архитектор Филиппо Брунеллески. Флоренция